# حروب الروم والفرس

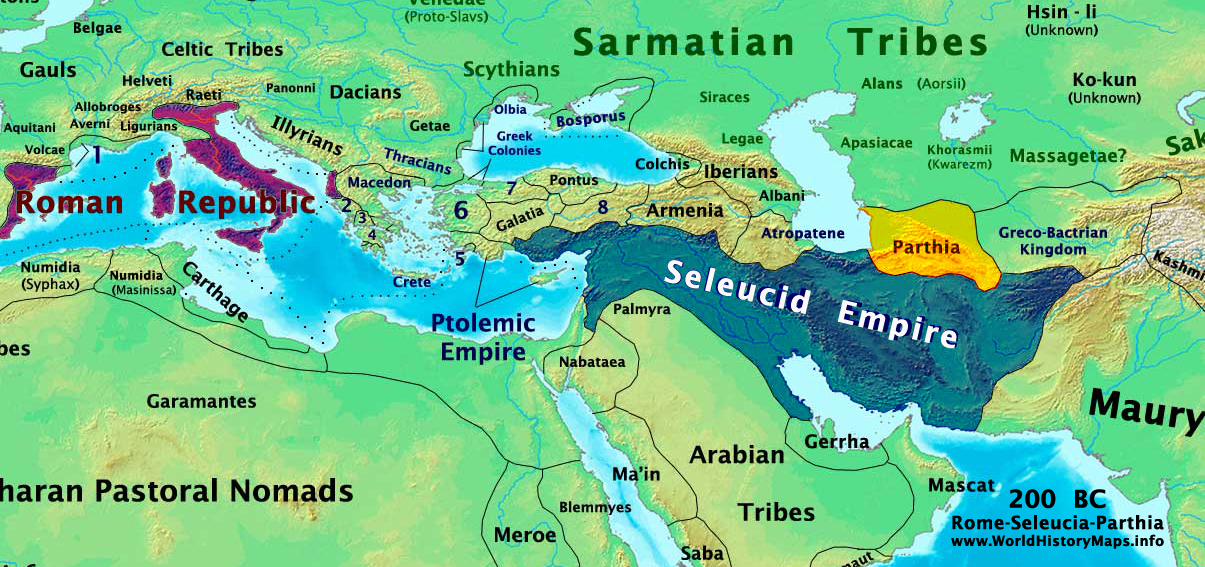
روما وبارثيا والإمبراطورية السلوقية في عام 200 قبل الميلاد. ما لبث أن غزا كل من الرومان والبارثيين المقاطعات الخاضعة لسيطرة السلوقيين، وأصبحتا أقوى دولتين في غرب آسيا.

كانت حروب الروم والفرس سلسلة من النزاعات بين دول العالم اليوناني الروماني وقائمتين متعاقبتين من الإمبراطوريات الإيرانية: وحكام مملكة بارثيا والساسانيين. بدأت معارك بين الإمبراطورية البارثية والجمهورية الرومانية في عام 92 قبل الميلاد؛ حيث بدأت الحروب في أواخر فترة الجمهورية، واستمرت عبر الرومان والإمبراطوريات الساسانية. انتهت هذه الحروب بواسطة الغزوات العربية الإسلامية، والتي هاجمت الساسانيين وإمبراطوريات الرومان البيزنطيين الشرقيين وكان لها تأثير حطم كلتا الإمبراطوريتين عقب فترة قصيرة من انتهاء آخر حرب بينهما.
على الرغم من الحروب التي نشبت بين الرومان والبارثيين/الساسانيين واستمرت لمدة سبعة قرون، فإن الحدود ظلت مستقرة بصورة كبيرة. كانت نتيجة لعبة شد الحبل هذه تعرض المدن والحصون والمقاطعات للنهب والأسر والتدمير والتجارة بها بصورة مستمرة. لم يكن لدى أيًا من الجانبين القوة اللوجيستية أو الطاقة البشرية لإبعاد مثل هذه الحملات الطويلة عن حدودهما، ومن ثم لم يستطيعا أن يستمرا لمدة طويلة دون القيام بالتمدد المحفوف بالمخاطر لحدودهما على نحو ضئيل للغاية. وبالفعل، عمل كلا الطرفين على تحقيق فتوحات تتجاوز نطاق حدودهما، لكن كان يتم دائمًا استعادة التوازن في نهاية الأمر. لكن تحول ميزان القوة في القرن الثاني الميلادي؛ حيث تحول مساره بطول شمال نهر الفرات، وهو المسار الجديد نحو الشرق أو الشمال الشرقي لاحقًا، وذلك عبر بلاد النهرين حتى وصوله إلى نهر دجلة في الشمال. وكانت هناك أيضًا العديد من التحولات الضخمة في أقصى الشمال، وذلك في أرمينيا والقوقاز.
وثبت في نهاية الأمر أن استهلاك الموارد خلال الحروب الرومانية الفارسية كانت كارثية بالنسبة لكلتا الإمبراطوريتين. أنهكت الحروب الطويلة والمتصاعدة خلال القرنين السادس الميلادي والسابع الميلادي كلتا الإمبراطوريتين وجعلتهما معرضتين لمواجهة الظهور المفاجئ والتوسع على أيدي دولة الخلفاء، الذين غزت قواتهم كلتا الإمبراطوريتين بعد سنوات معدودة فقط من انتهاء الحرب الرومانية الفارسية الأخيرة. مستفيدًا من حالة الضعف التي أصابت كلتا الإمبراطوريتين، قامت الجيوش العربية الإسلامية على نحو سريع بفتح الإمبراطورية الساسانية بأكملها، وحرم الإمبراطورية الرومانية الشرقية من مقاطعاتها في الشرق، القوقاز، مصر، وباقي شمال إفريقيا. على مدار القرون التالية، خضعت معظم مناطق الإمبراطورية الرومانية الشرقية للحكم الإسلامي.

## خلفية تاريخية
وفقًا للمؤرخ جيمس هاوارد جونستون، «كان المنافسون، في الشرق، أنظمةً سياسيةً كبيرةً ذات دوافع استعمارية، وذلك منذ القرن الثالث قبل الميلاد وحتى أوائل القرن السابع الميلادي، وكانت هذه الأنظمة قادرةً على تأسيس وتأمين أقاليم مستقرة متجاوزةً الانقسامات الإقليمية». تقابل الروم والفرثيون عبر غزوهم لأجزاء من الإمبراطورية السلوقية. هاجر الفرثيون من سهوب آسيا الوسطى إلى إيران الشمالية خلال القرن الثالث قبل الميلاد. وعلى الرغم من هزيمتهم بواسطة السلوقيين، تمكن الفرثيون من الانفصال عنهم في القرن الثاني قبل الميلاد، وأسسوا دولةً مستقلة تمددت بانتظام على أراضي حكامهم السابقين، وتمكنوا من غزو بلاد فارس، وبلاد الرافدين، وأرمينيا على مدار الفترة بين القرن الثالث إلى القرن الأول قبل الميلاد. تصدى الفرثيون، في ظل حكم السلالة الأرشكية، للعديد من المحاولات السلوقية لاستعادة الأقاليم التي فقدوها، وأسسوا أفرع من سلالتهم لتحمل اسمهم في بلاد القوقاز، مثل السلالة الأرشكية لأرمينيا، والسلالة الأرشكية لإيبيريا، والسلالة الأرشكية لألبانيا القوقازية. وفي هذه الأثناء، طرد الروم السلوقيين من أقاليمهم في الأناضول في أوائل القرن الثاني قبل الميلاد، بعد هزيمة أنطيوخوس الثالث الأعظم في معركة ثيرموبيلاي ومعركة مغنيسيا. وأخيرًا، تمكن بومبيوس الكبير من غزو الأقاليم السلوقية الباقية في سوريا عام 64 قبل الميلاد، ليضع حدًا لدولتهم وليتقدم بالروم نحو الحدود الشرقية وصولًا إلى الفرات، حيث تقابل مع إقليم الفرثيين.

## حروب الروم والبارثيين
بدأ الكيان البارثي في الغرب في زمن ميثريدس الأول وأعيد إحياؤه من قبل ميثريدس الثاني، الذي تفاوض دون جدوى مع لوسيوس كورنيليوس سولا من أجل تحالف روماني-بارثي (حوالي 105 قبل الميلاد). عندما غزا لوكولوس أرمينيا الجنوبية وقاد هجومًا على تيغرانيس عام 69 قبل الميلاد، تقابل مع فراتيس الثالث لإثنائه عن التدخل. على الرغم من أن البارثيين ظلوا محايدين، فكر لوكولوس في مهاجمتهم. بين عامي 66-65 قبل الميلاد، توصل بومبي إلى اتفاق مع فراتس، وغزت القوات الرومانية البارثية أرمينيا، ولكن سرعان ما نشأ نزاع حول حدود الفرات. أخيرًا، أكد فراتس سيطرته على بلاد ما بين النهرين، باستثناء منطقة أوسروين الغربية، التي أصبحت تابعة للرومان.
قاد الجنرال الروماني ماركوس ليسينيوس كراسوس غزو بلاد ما بين النهرين عاك 53 قبل الميلاد بنتائج كارثية. قُتل هو وابنه بوبليوس في معركة كاراي على يد البارثيين بقيادة الجنرال سورينا؛ كانت هذه أسوأ هزيمة رومانية منذ معركة أراوسيو. أغار البارثيون على سوريا في العام التالي، وشنوا غزوًا كبيرًا في 51 قبل الميلاد، لكن جيشهم وقع في كمين بالقرب من أنتيغونيا من قبل الرومان، وطُردوا.
ظل البارثيون إلى حد كبير محايدين خلال حرب قيصر الأهلية، إذ قاتلوا بين القوات التي تدعم يوليوس قيصر والقوات التي تدعم بومبي والفصيل التقليدي لمجلس الشيوخ الروماني. ومع ذلك، فقد حافظوا على علاقاتهم مع بومبي، وبعد هزيمته وموته، ساعدت قوة بقيادة باكوروس الأول الجنرال بومبيان كيو كايسيليوس باسوس، الذي حاصرته القوات القيصرية في وادي أفاميا. مع انتهاء الحرب الأهلية، أعد يوليوس قيصر حملة ضد بارثيا، لكن اغتياله جنَّب الحرب. دعم البارثيون بروتوس وكاسيوس خلال الحرب الأهلية التي أعقبت ذلك من قبل المحررين وأرسلوا وحدة للقتال إلى جانبهم في معركة فيليبي في 42 قبل الميلاد. بعد هزيمة المحررين، غزا البارثيين الأراضي الرومانية في 40 قبل الميلاد بالاشتراك مع الروماني كوينتوس لابينوس، المؤيد سابق لبروتوس وكاسيوس. اجتاحوا بسرعة مقاطعة سوريا الرومانية وتقدموا إلى يهودا، وأطاحوا بالعميل الروماني هيركانوس الثاني ونصّبوا ابن أخيه أنتيجونوس. للحظة، بدا الشرق الروماني بأكمله ضائعًا لصالح البارثيين أو على وشك الوقوع في أيديهم. ومع ذلك، سرعان ما أدى انتهاء الحرب الأهلية الرومانية الثانية إلى إحياء القوة الرومانية في آسيا. أرسل مارك أنتوني فينتيديوس لمعارضة لابينيوس، الذي غزا الأناضول. سرعان ما أعيد لابينوس إلى سوريا من قبل القوات الرومانية، وعلى الرغم من تعزيزه من قبل البارثيين، إلا أنه هُزم وأسر وقتل. بعد تعرضهم لهزيمة أخرى بالقرب من البوابات السورية، انسحب البارثيون من سوريا. عادوا في 38 قبل الميلاد لكنهم هزموا بشكل حاسم من قبل فينديتوس، وقتل باركوروس. في يهودا، طُرد أنتيغونوس بمساعدة الرومان من قبل هيرودس في 37 قبل الميلاد. مع استعادة سيطرة الرومان على سوريا ويهودا، قاد مارك أنتوني جيشًا ضخمًا إلى أتروباتين، لكن الحصار عُزل الحصار ورافقوه وقُضي عليه، بينما هجر حلفاؤه الأرمن. فشل في إحراز تقدم ضد التحصينات البارثية، وانسحب الرومان مع خسائر فادحة. عاد أنطوني إلى أرمينيا مرة أخرى في عام 33 قبل الميلاد لينضم إلى الملك الميدي ضد أوكتافيان والبارثيين. أجبرته الانشغالات الأخرى على الانسحاب، وأصبحت المنطقة بأكملها تحت سيطرة البارثيين.

### الإمبراطورية الرومانية ضد بارثيا
مع التوترات بين القوتين التي تهدد بتجدد الحرب، توصل أوكتافيان وفراتاسيس إلى حل وسط في 1 بعد الميلاد. وفقًا للاتفاقية، تعهدت بارثيا بسحب قواتها من أرمينيا والاعتراف بالحماية الرومانية الفعلية هناك. ومع ذلك، استمر التنافس الروماني الفارسي على السيطرة والنفوذ في أرمينيا بلا هوادة على مدى العقود العديدة التالية. أثار قرار الملك البارثي أرتابانوس الثالث وضع ابنه على العرش الأرمني الشاغر حربًا مع روما في عام 36 بعد الميلاد، والتي انتهت عندما تخلى أرتابانوس الثالث عن مطالباته بمجال النفوذ البارثي في أرمينيا. اندلعت الحرب في عام 58 بعد الميلاد، بعد أن نصب الملك البارثي فولوغاسيس الأول بالقوة شقيقه تيريدات على العرش الأرمني. أطاحت القوات الرومانية تيريدات واستبدله بأمير كابادوكى، ما أدى إلى حرب غير حاسمة. انتهى هذا في عام 63 بعد الميلاد بعد أن وافق الرومان على السماح لتيريديس ونسله بحكم أرمينيا بشرط حصولهم على الملكية من الإمبراطور الروماني.
بدأت سلسلة جديدة من الصراعات في القرن الثاني الميلادي، إذ كان الرومان يسيطرون باستمرار على بارثيا. غزا الإمبراطور تراجان أرمينيا وبلاد ما بين النهرين خلال عامي 114 و115 وضمهما كمقاطعات رومانية. استولى على العاصمة البارثية، قطسيفون، قبل الإبحار في النهر باتجاه الخليج الفارسي. ومع ذلك، اندلعت الانتفاضات في عام 115 بعد الميلاد في الأراضي البارثية المحتلة، في حين اندلعت ثورة يهودية كبرى في الأراضي الرومانية، ما أدى إلى استنفاد الموارد العسكرية الرومانية بشدة. هاجمت القوات البارثية المواقع الرومانية الرئيسية، وطرد السكان المحليون الحاميات الرومانية في سلوقية ونصيبين وإديسا. هزم تراجان المتمردين في بلاد ما بين النهرين، ولكن بعد أن نصب الأمير البارثي بارثاماسباتس على العرش كحاكم موكل، سحب جيوشه وعاد إلى سوريا. توفي تراجان عام 117، قبل أن يتمكن من إعادة تنظيم وتوطيد السيطرة الرومانية على المقاطعات البارثية.
بدأت حرب تراجان البارثية تحولًا في التركيز في الإستراتيجية الكبرى للإمبراطورية الرومانية، لكن خليفته، هادريان، قرر أنه من مصلحة روما إعادة تأسيس نهر الفرات كحد من سيطرتها المباشرة. عاد هادريان إلى الوضع السابق، وسلم أراضي أرمينيا وبلاد ما بين النهرين والأديابين إلى حكامهم السابقين وملوكهم.
اندلعت الحرب على أرمينيا مرة أخرى في 161، عندما هزم فولوغاسيس الرابع الرومان هناك، واستولى على الرها ودمر سوريا. في 163 هجوم مضاد روماني بقيادة ستاتيوس بريسكوس هزم البارثيين في أرمينيا وتثبيت مرشح مفضل على العرش الأرمني. في العام التالي غزا أفيديوس كاسيوس بلاد ما بين النهرين، وانتصر في المعارك في دورا-أوروبوس وسلوقية واستولى على قطسيفون في عام 165، انتشر وباء كان يجتاح بارثيا في ذلك الوقت، ربما من الجدري، إلى الجيش الروماني وأجبرهم على الانسحاب. كان هذا هو أصل الطاعون الأنطوني الذي استمر لجيل كامل في جميع أنحاء الإمبراطورية الرومانية. بين عامي 195-197، أدى هجوم روماني بقيادة الإمبراطور سيبتيموس سيفيروس إلى استحواذ روما على شمال بلاد ما بين النهرين حتى المناطق المحيطة بنسيبيس وسنغارا والإقالة الثالثة لقطسيفون. شن الإمبراطور كركلا حربًا نهائية ضد البارثيين، حيث أقال أربيلا في عام 216. وبعد اغتياله، هزم البارثيون خليفته ماكرينوس على يد البارثيين بالقرب من نصيبين. في مقابل السلام، اضطر لدفع ثمن الأضرار التي سببتها كركلا.

## التقييمات
اتسمت حروب الروم والفرس بأنها كانت «بلا جدوى» وكان التفكير بها «مملًا وكئيبًا» للغاية. لاحظ المؤرخ الروماني كاسيوس ديو «حلقة مواجهاتهم المسلحة التي لا تنتهي» ولاحظ أن «الحقائق تُبين أن غزو سيفيروس كان مصدرًا للحروب المستمرة وكان مكلفًا لنا بشكل كبير. لأنه ينتج القليل ويُكلفنا الكثير؛ والآن بعد أن قدمنا المساعدة للشعوب المجاورة للميديين والفرثيين بدلًا من أنفسنا، يمكن أن نقول أننا كنا نخوض معارك هؤلاء الشعوب». ظلت الحدود في الجزيرة الفراتية ثابتةً إلى حد ما على مدار سلسلة الحروب الطويلة بين قوتي الروم والفرس. يشير المؤرخون إلى استقرار الحدود على مر هذه القرون بشكل ملحوظ، على الرغم من تغيرات تبعية بعض المدن بين القوتين، والتي حدثت من حين لآخر في نصيبين، وسنجار، ودارا، وغيرها من المدن الأخرى بالجزيرة الفراتية، وأعطى امتلاك هذه المدن الحدودية أفضليةً في التجارة لإحدى الإمبراطوريتين على الأخرى. ووفقًا لما يقوله عالم الإيرانيات ريتشارد فراي:
«يمكن أن تُكوِّن انطباعًا عن أن الدم المُراق عبر الحروب الواقعة بين الدولتين أعطى إحداهما مكاسب صغيرة للغاية تمامًا مثل بضعة الأمتار التي اكتُسبت بثمن مريع بعد حرب الخنادق خلال الحرب العالمية الأولى».
حاول كلا الطرفين أن يبرر أهدافه العسكرية بطريقة فعالة وتفاعلية.  ووفقًا لخطاب تنسر والكاتب المسلم أبو منصور الثعالبي، كانت غزوات أردشير الأول، وباكوروس الأول لأقاليم الروم بغرض الانتقام من غزو الاسكندر الأكبر لبلاد فارس، والذي كان يُعتقد أنه سبب الفوضى الإيرانية اللاحقة. كانت رغبة الروم في السيطرة على العالم مصحوبةً بروح المهمة والفخر بالحضارة الغربية وطموحاتها لتصبح ضامنًا للسلام والنظام. تكشف المصادر الرومانية عن تحيزات استمرت لفترات طويلة في الأمور المتعلقة بعادات القوى الشرقية، وهياكلها الدينية، ولغاتها، وأشكال الحكم الخاصة بها. يؤكد المؤرخ جون إف. هالدون على «وجود العنصر الديني الأيديولوجي بشكل دائم، على الرغم من أن النزاعات بين الفرس والروم كانت تدور حول قضايا التحكم الاستراتيجي في الحدود الشرقية». ومنذ عصر قسطنطين، وصف أباطرة الروم أنفسهم بأنهم حماة مسيحيي بلاد فارس. وأثار هذا الموقف شكوكًا شديدةً حول ولاء المسيحيين الذين يعيشون في إيران الساسانية وأدى غالبًا إلى توتر العلاقات الرومانية الفارسية، بل أدى أحيانًا إلى المواجهات العسكرية، مثل الحرب الرومانية الساسانية لعامي 421-422. كان ظهور الصليب باعتباره رمزًا للنصر الإمبراطوري وللعنصر الديني الشديد في الدعاية التي روجتها الإمبراطورية الرومانية من أهم السمات التي ميزت المرحلة الأخيرة من الصراع، والتي بدأت بغارة بين عامي 611-612 لتتحول بسرعة إلى حرب وغزو؛ فكان الإمبراطور هرقل بنفسه يصف كسرى بأنه عدو الرب، وكان المؤلفون خلال القرن السادس والقرن السابع عدائيين تجاه الفرس بشدة.

## التأريخ
تعتبر مصادر تاريخ فرثيا وحروبها مع الروم ضئيلةً ومبعثرةً. اتبع الفرثيون التقليد السائد عند الإمبراطورية الأخمينية وفضَّلوا التأريخ الشفهي، ما أدى حتمًا إلى ضياع تاريخهم بعد فناء حضارتهم. ولهذا، تعتبر المصادر التاريخية الرئيسية لهذه الحقبة رومانية الأصل، مثل المؤرخين الرومان تاسيتس، وماريوس ماكسيموس، وجاستن، والمؤرخين الإغريق هيروديان، وكاسيوس ديو، وفلوطرخس. يروي الكتاب الثالث عشر من نبؤات سيبيل آثار حروب الروم والفرس في سوريا منذ فترة حكم الإمبراطور الروماني غورديان الثالث حتى هيمنة أذينة، ملك تدمر، على هذا الإقليم. فُقدت كافة الروايات المعاصرة للتتابع الزمني الخاص بالتاريخ الروماني، عند نهاية التسجيل التاريخي الذي وضعه هيروديان، وذلك حتى ظهرت روايات لاكتانتيوس ويوسابيوس القيصري مع بداية القرن الرابع، واتخذت كلتا روايتيهما طابعًا مسيحيًا.
تعد المصادر الأساسية للفترة الساسانية المبكرة غير معاصرة. ومن أهم هذه المصادر المؤرخين الإغريق أغاثياس، وجون مالالاس، والمسلمين الفارسيين محمد بن جرير الطبري، وأبو قاسم الفردوسي، والأرميني أغاثانجيلوس، والأعمال السريانية سجلات إديسا وسجلات أربيل، واعتمد أغلب هذه المصادر على المصادر الساسانية المتأخرة، خاصةً كتاب خُداي ناماغ. ويعتبر كتاب التاريخ الأغسطسي كتابًا غير معاصر وغير موثوق، ولكنه كتاب السرد الرئيسي لسيفيروس وكاروس. تعتبر «منقوشات سابور» المنقوشة بثلاث لغات، وهي البهلوية، والفرثية، والإغريقية، المصادر الرئيسية. وكانت عبارة عن محاولات معزولة تقترب من نهج التأريخ الكتابي، ومع ذلك، تخلى الساسانيون عن نحت النقوش الصخرية والمنقوشات القصيرة بنهاية القرن الرابع الميلادي. 
كان هناك مصدر قائم على شهود عيان للأحداث الرئيسية في الحدود الشرقية في الفترة بين عامي 353 حتى 378، وذلك في كتاب الإنجازات لأميانوس مارسيليانوس. وتعتبر أعمال المؤرخين سوزومن، وزوسيموس، وبريسكوس، وجونيس زوناراس ذات قيمة بشكل خاص. كان بروكوبيوس القيسراني أهم المصادر الفردية لتأريخ الحروب الفارسية للإمبراطور الروماني جستينيان الأول حتى عام 553. وقدم أغاثياس وميناندر الحامي، اللذان أكملا عمل بروكوبيوس، تفاصيل مهمة عديدة أيضًا. كان المؤرخ ثيوفيلاكت سيموكاتا المصدر الرئيسي لتأريخ فترة حكم الإمبراطور الروماني موريكيوس، بينما كان المؤرخ تيوفان المعرف، وكتاب سجلات عيد القيامة، وقصائد جورج البيسيدي مصادر مفيدة لحروب الروم والفرس الأخيرة. وبالإضافة إلى المصادر البيزنطية، شارك المؤرخان الأرمينيان سيبيوس وموفزيس في السرد المترابط لحرب الإمبراطور هرقل، واعتبرهما المؤرخ هاوارد جونستون «أهم المصادر التاريخية الموجودة غير المسلمة».

## كتابات أخرى
- Blockley، Roger C. (1992). East Roman Foreign Policy. Formation and Conduct from Diocletian to Anastasius (ARCA 30). Leeds: Francis Cairns. ISBN:0-905205-83-9.
- Börm، Henning (2007). Prokop und die Perser. Untersuchungen zu den Römisch-Sasanidischen Kontakten in der ausgehenden Spätantike. Stuttgart: Franz Steiner. ISBN:978-3-515-09052-0.
- Börm, Henning (2008). ""Es war allerdings nicht so, dass sie es im Sinne eines Tributes erhielten, wie viele meinten ..." Anlässe und Funktion der persischen Geldforderungen an die Römer". Historia (بالألمانية). 57: 327–346.
- Greatrex، Geoffrey B. (1998). Rome and Persia at War, 502–532. Rome: Francis Cairns. ISBN:0-905205-93-6. مؤرشف من الأصل في 2020-02-21.
- Isaac، Benjamin (1998). "The Eastern Frontier". في Cameron, Averil; Garnsey, Peter (المحرر). The Cambridge Ancient History: The Late Empire, A.D. 337–425 XIII. Cambridge University Press. ISBN:0-521-30200-5. مؤرشف من الأصل في 2020-02-21.{{استشهاد بكتاب}}:  صيانة الاستشهاد: أسماء متعددة: قائمة المحررين (link)
- Kaegi، Walter E. (2003). Heraclius, Emperor of Byzantium. Cambridge University Press. ISBN:0-521-81459-6. مؤرشف من الأصل في 2020-02-21.
- Kettenhofen، Erich (1982). Die Römisch-persischen Kriege des 3. Jahrhunderts. n. Chr. Nach der Inschrift Sāhpuhrs I. an der Ka'be-ye Zartošt (ŠKZ). Beihefte zum Tübinger Atlas des Vorderen Orients B 55. Wiesbaden.{{استشهاد بكتاب}}:  صيانة الاستشهاد: مكان بدون ناشر (link)
- Millar، Fergus (1982). The Roman Near East, 31 B.C.-A.D. 337. Cambridge: Harvard University Press. مؤرشف من الأصل في 2011-06-04.
- Mitchell، Stephen B. (2006). A History of the Later Roman Empire, AD 284–641. Blackwell Publishing. ISBN:1-4051-0857-6.
- Potter، David S. (2004). The Roman Empire at Bay: Ad 180–395. London und New York: Routledge. ISBN:0-415-10058-5. مؤرشف من الأصل في 2020-02-21.
- Whitby، Michael (1988). The Emperor Maurice and his Historian. مطبعة جامعة أكسفورد. ISBN:0-19-822945-3. مؤرشف من الأصل في 2020-02-21.

## وصلات خارجية
- Alemani، Agustí. "Sixth Century Alania: between Byzantium, Sasanian Iran and the Turkic World" (PDF). Ēran ud Anērān. Transoxiana Webfestschrift Series I. مؤرشف من الأصل (PDF) في 2019-07-12. اطلع عليه بتاريخ 2008-05-06.
- "Rome and Parthia at War". History Articles – Classical Europe and Mediterranean. All Empires – Online History Community. مؤرشف من الأصل في 2019-08-05. اطلع عليه بتاريخ 2008-05-16.
- "Sassanids vs Byzantines". History Articles – Medieval Europe. All Empires – Online History Community. مؤرشف من الأصل في 2019-08-05. اطلع عليه بتاريخ 2008-05-16.